# Zhao Jingshen
Zhao Jingshen (Lishui, Zhejiang, 1902-1985) (jiaxiang: Sichuan, Yibin) was een Chinees schrijver, vertaler, uitgever en lid van de Vereniging van Literatuurwetenschap. In 1949 begon hij met lesgeven in de Fudan-universiteit. Hij heeft de Chinese romansverzameling 《中国小说论集》 geschreven.
- Bibsys: 15028412
- CiNii: DA06049352
- Gemeinsame Normdatei: 140328289
- International Standard Name Identifier: 0000 0000 7377 0795
- Library of Congress Control Number: n81020336
- Bibliotheek van het Japanse parlement: 00749196
- Nationale bibliotheek van Australië: 36730954
- Nationale Bibliotheek van Israël: 987007330421605171
- Nederlandse Thesaurus van Auteursnamen: 143400770
- Système universitaire de documentation: 181091879
- Trove: 1438804
- Virtual International Authority File: 11161685
- WorldCat: E39PBJdrGhQxhDFCK7D4dvjQv3